# Francis Bazire
Pour les articles homonymes, voir Bazire.
Francis Augustin Bazire, né le 17 avril 1939 à Écalles-Alix (Seine-Maritime) et mort le 16 janvier 2022 à Rouen, est un coureur cycliste français.

## Biographie
Il débute au vélo club de Barentin et ensuite signe à l'AC Sotteville où il est par la suite licencié  comme dirigeant ; l'A C S. est le club des débuts de Jacques Anquetil avec lequel il s'entraîne parfois.
En 1962, il devient champion de France amateur à Saint Hilaire du Harcouët et champion de France du contre-la-montre par équipes avec M. Bidault, C. Constantin, J. Desvigne et D. Motte à Saint Hilaire du Harcouët également. Il gagne le Tour d'Eure-et-Loir 1962 ainsi que le contre-la-montre par équipes avec Démare, Constantin, Bidault, Desvignes et J Cl Vermeulen.
En 1963, il remporte la course en ligne des IVe Jeux méditerranéens organisés à Naples. Il est également vice-champion du monde sur route amateurs à Renaix en Belgique et vice-champion de France sur route amateurs cette année-là, ainsi que lauréat du « Maillot des As », sorte de championnat régional par points cumulés, pour désigner le meilleur coureur normand de l'année, patronné par le journal Paris Normandie.
Il participe aux Jeux olympiques de 1964 à Tokyo et s'y classe 53e de la course en ligne.
Il est ensuite professionnel en 1965 et 1966 au sein de l'équipe Peugeot-BP-Michelin.

## Palmarès

### Palmarès amateur
- 1956
  - 2e du championnat de France sur route juniors
- 1958
  - Champion de Normandie sur route
- 1959
  - Maillot des Jeunes
- 1960
  - 3e de Paris-Troyes
  - 3e de Paris-Vailly
  - 3e du Circuit du Finistère
- 1962
  -  Champion de France sur route amateurs
  -  Champion de France du contre-la-montre par équipes
  - Tour d'Eure-et-Loir :
    - Classement général
    - Contre-la-montre par équipes

  - 3e du Maillot des As
  - 5e du championnat du monde sur route amateurs
- 1963
  - Champion de Normandie sur route
  - Maillot des As
  -  Médaillé d'or de la course en ligne aux Jeux méditerranéens
  - Tour d'Eure-et-Loir
  - 2e du championnat de France sur route amateurs
  -  Médaillé d’argent du championnat du monde sur route amateurs
  - 3e du championnat de France du contre-la-montre par équipes
- 1964
  - 3e de Paris-Forges-les-Eaux
  - 3e du championnat de France du contre-la-montre par équipes
  - 4e du championnat du monde sur route amateurs

### Palmarès professionnel
- 1965
  - 3e du Circuit de la Vienne
- 1966
  - 2e de Hoeilaart-Diest-Hoeilaart